# Kamień Eryka

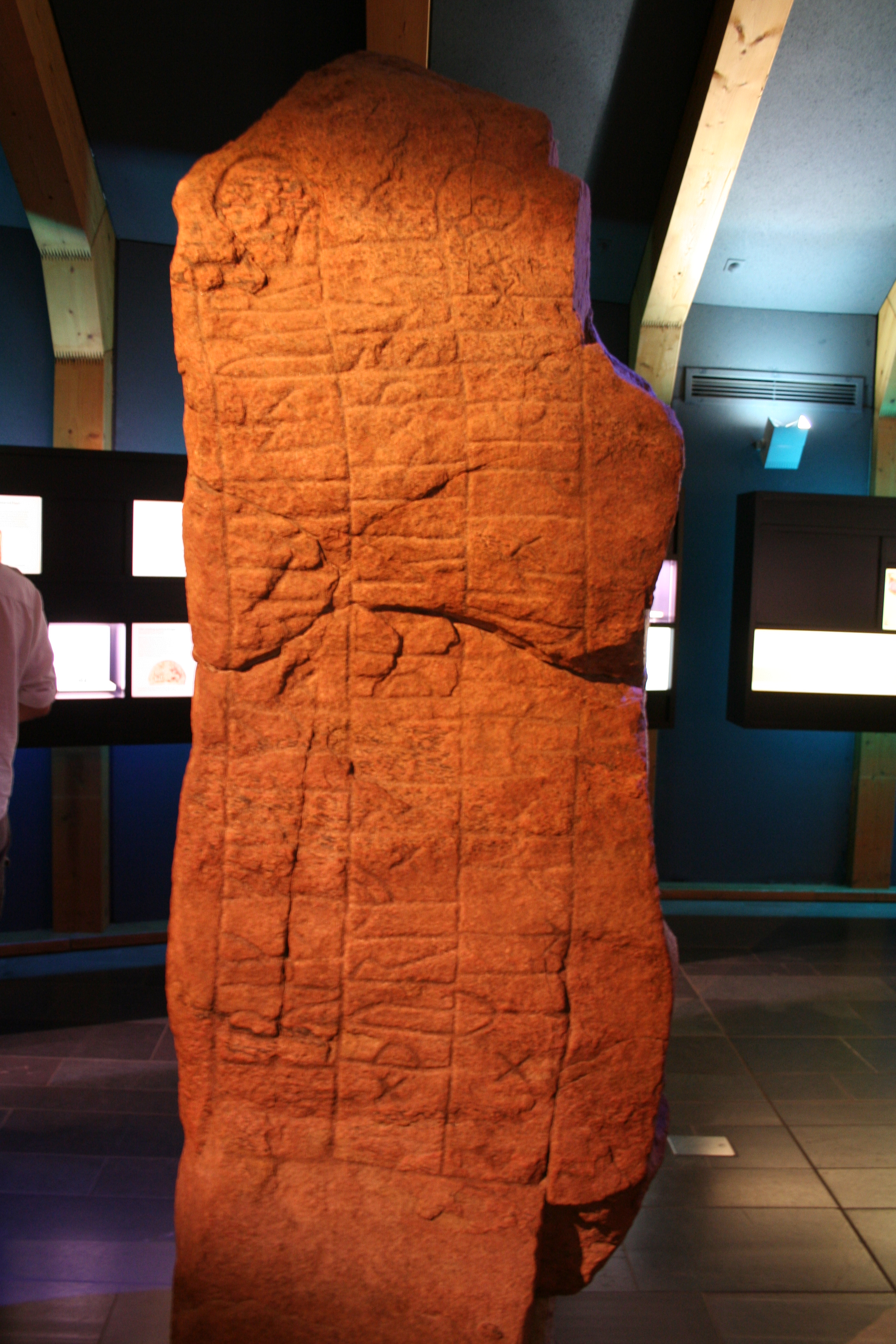
Kamień Eryka

Kamień Eryka (DR 1) – pochodzący z końca X/początku XI wieku kamień runiczny. Znajduje się w zbiorach Wikinger-Museum Haithabu w Busdorf w Niemczech.
Granitowy głaz ma 210 cm wysokości, szerokość 77–83 cm i grubość 80 cm. Znaleziony został w 1796 roku, niedaleko wczesnośredniowiecznego ośrodka handlowego Hedeby, zagłębiony częściowo w ziemi pomiędzy dwoma kurhanami. Kamień upamiętnia śmierć jednego z drużynników Swena Widłobrodego, poległego podczas okupionego wieloma ofiarami odbicia Hedeby, zajętego i złupionego przez szwedzkich wikingów w trakcie jednej z wypraw króla do Anglii po 994 roku.
Runy wyryte są w rzędach po obu stronach kamienia, pisane bustrofedonem. Część inskrypcji na drugiej stronie kamienia pisana jest runami wiązanymi. Wyryty napis w transliteracji:
× ţurlfr| × |risţi × stin × ţonsi ×
× himţigi × suins × eftiR ×
erik × filaga × sin × ias × uarţ
: tauţr × ţo × trekiaR
satu × um × haiţa×bu
× i=a=n : h=a=n : u=a=s : s=t=u=r=i:m=a=t=r : t=r=e=g=R ×
× harţa : kuţr ×
w języku staronordyckim:
Tórulfr reisti stein þenna, 
heimþegi Sveins, eptir 
Eirík, félaga sinn, er varð 
dauðr, þá drengjar 
sátu um Heiðabý
en hann var stýrimaðr, drengr 
harða góðr.
co znaczy:
Thurulf, członek drużyny Svena, wystawił ten kamień po śmierci swego przyjaciela Eryka, który poniósł śmierć, gdy wojowie oblegali Hedeby. Był sternikiem i wspaniałym wikingiem.